# 세인트앤드루구 (도미니카 연방)

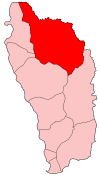
세인트앤드루구의 위치

세인트앤드루구(영어: Saint Andrew Parish)는 도미니카 연방 북동부에 위치한 구로 행정 중심지는 웨슬리이며 면적은 178.1km2, 인구는 9,471명(2011년 기준)이다. 동쪽으로는 세인트존구와 세인트피터구, 남서쪽으로는 세인트조지프구, 남동쪽으로는 세인트데이비드구와 접한다.